# Кирика Юмура
Кирика Юмура (яп. 夕叢 霧香 Ю:мура Кирика) — одна из главных героинь 26-серийного аниме-сериала Noir, созданного студией Bee Train. Её прошлое покрыто мраком из-за амнезии. Она очнулась в незнакомом доме, её единственными воспоминаниями были слово «Нуар», которое, как она считала, было её прошлым именем и имя Мирей Буке — лучшей заказной убийцы в мире. В конечном счете они объединяются, чтобы приоткрыть завесу тайны над прошлым обеих и имени «Нуар». В 2002 году, в гран-при журнала Animage, данная героиня заняла шестое место среди женских персонажей. По признанию продюсера Сигэру Китаямы, образ Кирики планировался как образ милой и хрупкой девушки.

## Восприятие критикой
Как отмечает рецензия журнала АниМаг, внешность Маргарет Бартон, героини более поздней работы Bee Train, Madlax, крайне напоминает внешность Кирики. Однако, сам образ Кирики, не имеет с образом Маргарет ничего общего Рецензент ANN отмечает что частично как образ Кирики, так и её напарницы позаимствованы у главных героинь знаменитого аниме Dirty Pair. Мирей — спортивная, длинноволосая красавица. Тогда как Кирика — коротковолосая девушка, чье поведение ближе к поведению мальчика. Однако, характер героинь не имеет с героинями Dirty Pair ничего общего. Тихий характер Кирики и то что она практически не проявляет своих эмоций, скорее было позаимствовано у Рей Аянами. Однако, в отличие от Рей, Кирика не знает ни кто она, ни каково её предназначение. Её проявляющиеся в аниме хрупкость и уязвимость делают её предвестником моэ-мании соответствующего выходу аниме десятилетия. Контраст же между её хрупкостью и выдающимися боевыми навыками позволяющими убить даже пластиковой карточкой, делают её лучшей напарницей для Мирей.
Рецензии сайта themanime.org отмечают что Кирика выглядит как обычная героиня экшна — она обладает превосходными навыками убийцы, но в связи с амнезией вынуждена просить Мирей помочь выяснить кто она такая. На первый взгляд она выглядит непримечательной, тихой и в чем-то интровертной школьницей. И этот её замкнутый и мягкий характер также является типичным для историй о героинях потерявших память. Однако, в противовес тому что обычно ожидается от подобных героинь, в Кирике скрывается и темная сторона её личности. На самом деле она является безжалостной и изобретательной убийцей. И все что может быть использовано как оружие, Кирика использует как оружие

## Персональные качества
Кирика — черноволосая с красно-зелеными глазами ученица японской школы. Она тихая, умозрительная, флегматичная, её взгляд часто устремлен в небо, она редко выражает какие-нибудь сильные эмоции. Она скромно одевается, её выбор — синяя мини-юбка и белая олимпийка с большими карманами. Она любит кошек и мороженое. У неё есть симпатия и талант к живописи. Часто показывает доброту и сочувствие к другим людям, несмотря на свою профессию. Оружие Кирики — Beretta M1934, которой она владеет с детства.
Несмотря на юный возраст и нехватку воспоминаний, Кирика имеет довольно много профессиональных навыков убийцы и солдата. Она легко убивает человека с одного выстрела, может выполнять множество акробатических приемов для убийства, а также использовать практически любой подручный предмет в качестве оружия. Её навыки убийцы во много раз превосходят навыки её партнерши — Мирей. Стиль убийств Кирики Мирей нередко называет «грубым» и «грязным».
Из трех молодых «деревьев» — Мирей, Хлои и Кирики, Альтена называет Кирику самой подходящей на роль одной из «Нуар». Хлоя считает, что это именно то, что делает «Нуар» — убийство без тени сомнения на лице и в душе. В детстве Кирика продемонстрировала это качество личности — в ходе тренировок она убила родителей Мирей. В начале истории из-за амнезии она не может вспомнить это, но все же вспоминает, когда видит, как уничтожают деревню, жители которой встали на её защиту.
Несмотря на внешнюю неприветливость, она часто грустит из-за совершаемых ею убийств. Она также демонстрирует сочувствие и заботу о других, особенно о Мирей, даже несмотря на то, что корсиканка решает убить её после получения ответа на все интересующие их вопросы. Кирика мирно воспринимает эту инициативу. Убийство ею родителей Мирей — особо тяжелый случай для неё, после того, как она узнала это, Кирика просит Мирей убить её, но та не может. Бремя её многих убийств и её печаль являются тематическими в сериале.

## История
Неизвестно, кем были родители Кирики и была ли вообще у неё семья. С младенчества воспитывалась как убийца, первое убийство совершила примерно в 5(?) лет. Кирика обладала потрясающим потенциалом убийцы, чем вызывала восхищение Хлои — второй девушки, претендующей на место в «Нуар». Её способность мгновенно убивать, без промедления и тени сомнения является самой ценной в Les Soldats. Лишь однажды Кирика заколебалась перед убийством Одетты Буке, матери Мирей, которая перед смертью попросила её присмотреть за дочерью и сказала, что если «любовь действительно может убивать, то ненависть никогда не сможет спасать жизни».
В 2010-м году Кирика очнулась у себя дома (не факт, что это её настоящий дом) без каких-либо воспоминаний. Единственное, что она помнила — имя «Нуар», её бывшее имя и имя Мирей Буке, лучшей наемной убийцы Европы. У Кирики оказались: карманные часы отца Мирей, пистолет и ученическое удостоверение на имя «Юмура Кирика» (отсюда она и узнала своё имя, возможно, вымышленное). Пригласив Мирей совершить «паломничество в прошлое», она заинтересовала её мелодией из карманных часов, которую корсиканка слышала только один раз — над телами убитых родителей. Для Мирей это — зацепка, способ найти убийц родителей. А для Кирики Мирей — последняя надежда узнать кто она.
Предположительно за несколько дней до приезда Мирей, Кирика была атакована людьми Les Soldats, убила их всех в лесу. После приезда Мирей, Кирика уничтожила ещё один отряд в строящемся здании.
Вместе с Мирей Кирика выполнила ряд заказных убийств, но как позже оказалось, все эти задания — лишь проверка для избранной носить имя одной из «Нуар». Кирика вместе с Мирей пыталась докопаться до правды в поиске Les Soldats, однако правда лишь шокировала её. Когда, с помощью Хлои выяснилось, что именно Кирика убила родителей Мирей, то Кирика умоляла Мирей убить её, как они и договаривались. Однако Мирей не смогла поднять руку на девушку, которую успела полюбить (хотя очень боялась привязаться).
После перенесенного шока Кирика оказывается в маленькой деревушке на франко-испанской границе. Она выясняет, что эта деревня — пропускной пункт между внешним миром и «Особняком» — домом Альтены. После того, как в деревню приходят вооруженные силы и сметают её подчистую, Кирика вспоминает свой старый характер — жестокий, циничный, холодный. Постепенно он овладевает ею полностью. Также Хлоя объявляет о том, что любит Кирику. Однако, накануне церемонии Мирей проникает в «Особняк», чтобы спасти подругу. Видя, во что та превратилась, Мирей вступает с ней в поединок и возвращает Кирику в нормальное состояние с помощью часов. Кирика вспоминает просьбу Одетты Буке и её слова. После поединка между Мирей и Хлоей останавливает последнюю перед убийством первой. Хлоя, обезумев от ревности, набрасывается на Кирику и дерется с ней. После просьбы Кирики сложить оружие, Хлоя все же пытается убить Мирей. И тогда Кирика, защищая подругу убивает Хлою. Эпизод с её смертью признан самым трагическим в сериале.
После гибели Хлои, вместе с Мирей убивает всех обитателей «Особняка» и дальше они идут биться с Альтеной. Кирика, защищая Мирей, оказывается ранена и пробует покончить жизнь самоубийством, сбросив в лаву под алтарем Альтену. Однако Мирей просит Кирику остаться и вытаскивает её. Они идут домой, по дороге Мирей просит Кирику разогреть дома чай.